# Erling Kaas
Erling Kaas (ur. 19 sierpnia 1915 w Oslo, zm. 17 czerwca 1996 w Kopenhadze) – norweski lekkoatleta.
W 1946 wystartował na mistrzostwach Europy, na których zajął 4. miejsce w skoku o tyczce z wynikiem 4,10 m. W 1948 wystartował na igrzyskach olimpijskich, na których był 4. w tej samej konkurencji z wynikiem 4,10 m. W 1950 uplasował się na 5. pozycji na mistrzostwach Europy w skoku o tyczce z wynikiem 4,10 m. W 1952 na igrzyskach olimpijskich zajął 16. miejsce w tej samej konkurencji z wynikiem 3,80 m.
Ośmiokrotny mistrz Norwegii w skoku o tyczce z lat 1939 i 1946-1952 oraz brązowy medalista mistrzostw kraju z lat 1937-1938. Reprezentował klub IK Tjalve.
Trzykrotnie ustanawiał rekord Norwegii w skoku o tyczce. 23 września 1939 uzyskał wynik 4,27 m, 12 czerwca 1948 poprawił ten rezultat o 1 cm, a 4 lipca tegoż roku pobił swój rekord wynikiem 4,31 m, który pozostał rekordem kraju do 12 lipca 1960, kiedy o 1 cm pobił go Kjell Hovik. Wszystkie wyniki były jednocześnie rekordami Europy.
Zmarł 17 czerwca 1996 w Kopenhadze.
Był żonaty z Dunką Birthe.